# Корнський націоналізм

Прапор Корнуолла

Карта, на якій зображено Корнуолл (червоний) у Великобританії (зелений).

Корнський націоналізм — культурний, політичний і соціальний рух, який прагне визнання Корнуолла — крайньої південно-західної частини острова Велика Британія — нацією, відмінною від Англії. Зазвичай він базується на трьох загальних аргументах:
- Корнуолл має кельтську культурну ідентичність, окрему від ідентичності Англії, і корнці мають національну, громадянську чи етнічну ідентичність, окрему від ідентичності англійців;
- Корнуоллу слід надати певний ступінь деволюції або автономії, як правило, у формі національних зборів Корнуолла;[1]
- Корнуолл є юридично територіальним і конституційним герцогством з правом вето на Вестмінстерське законодавство, а не просто графством Англії, і ніколи не був офіційно включений до складу Англії через Акт Союзу.

## Рух автономії
Корнські націоналісти, такі як Мебіон Кернов, зазвичай прагнуть певної форми автономії для Корнуоллу.
У 2003 році член ради Корнуолла Берт Біско доручив досліднику з'ясувати, чи можна застосувати в Корнуоллі практику самоврядування, що використовується в Гернсі.

## Виразна культурна, національна чи етнічна ідентичність

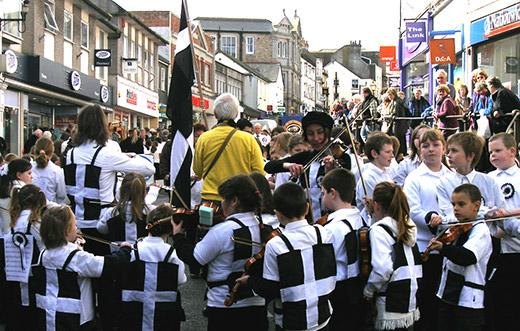
День Святого Пірана — щорічне корнуольське свято, що відзначається щороку 5 березня, і присвячене корнуольській культурі та історії.

Відсоток респондентів, які вказали «корнуольську мову» як відповідь на запитання про національну ідентичність у переписі населення 2011 року.

У 2001 році активісти домоглися, щоб перепис населення Великої Британії врахував корнську етнічну приналежність як варіант запису в національному переписі, хоча окремого поля для корнської етнічної приналежності не було. 2004 року під час шкільного перепису в Корнуоллі школярі також могли вказати свою етнічну приналежність як корнську.
У 2004 році розпочалася кампанія за участь національної збірної Корнуоллу в Іграх Співдружності 2006 року. Однак у 2006 році Федерація Ігор Співдружності заявила, що «Корнуолл — це не більше ніж англійське графство».
Концепція того, що корнці є окремою етнічною групою, ґрунтується на кельтському походженні та мові корнців, що робить їх етнічною меншиною, відмінною від людей в решті Англії.
У 2011 році було запущено електронну петицію, спрямовану до Вестмінстера.
«Ця петиція закликає до збору підписів, щоб підняти питання „корнської ідентичності“ в Парламенті і прагне домогтися визнання корнців національною меншиною…» Розгляд цієї петиції вже закрито, вона отримала 851 підпис (на 99 149 менше, ніж 100 000, необхідних для розгляду цього питання в Палаті громад).
У вересні 2011 року Джордж Юстіс, член парламенту від Консервативної партії від Кемборна та Редрута, стверджував, що спадщиною Корнуолла має керувати корнуольська організація, а не English Heritage.
24 квітня 2014 року головний секретар Міністерства фінансів Денні Александер оголосив, що корнцям було надано статус меншини відповідно до Рамкової конвенції Ради Європи про захист національних меншин.

## Конституційний статус

### Офіційна позиція щодо герцогства Корнуолл
Герцогство Корнуолл — приватний маєток, який фінансує громадську, благодійну та приватну діяльність принца Уельського та його родини. Саме герцогство складається з близько 54 424 гектарів (134 485 акрів) землі в 23 графствах, переважно на південному заході Англії. Нинішнім герцогом Корнуольським є Вільям, принц Уельський.
Маєток герцогства був створений у 1337 році Едуардом III, королем Англії, для свого сина та спадкоємця, принца Едуарда. Його основною функцією було забезпечити йому та майбутнім принцам Уельським дохід від своїх активів. Хартія визначала, що кожен майбутній герцог Корнуольський буде старшим сином монарха, а отже, спадкоємцем престолу по чоловічій лінії.
Нинішній герцог Корнуольський, принц Вільям, як старший син правлячого монарха, також є принцом Уельським.

### Права герцогства Корнуолл

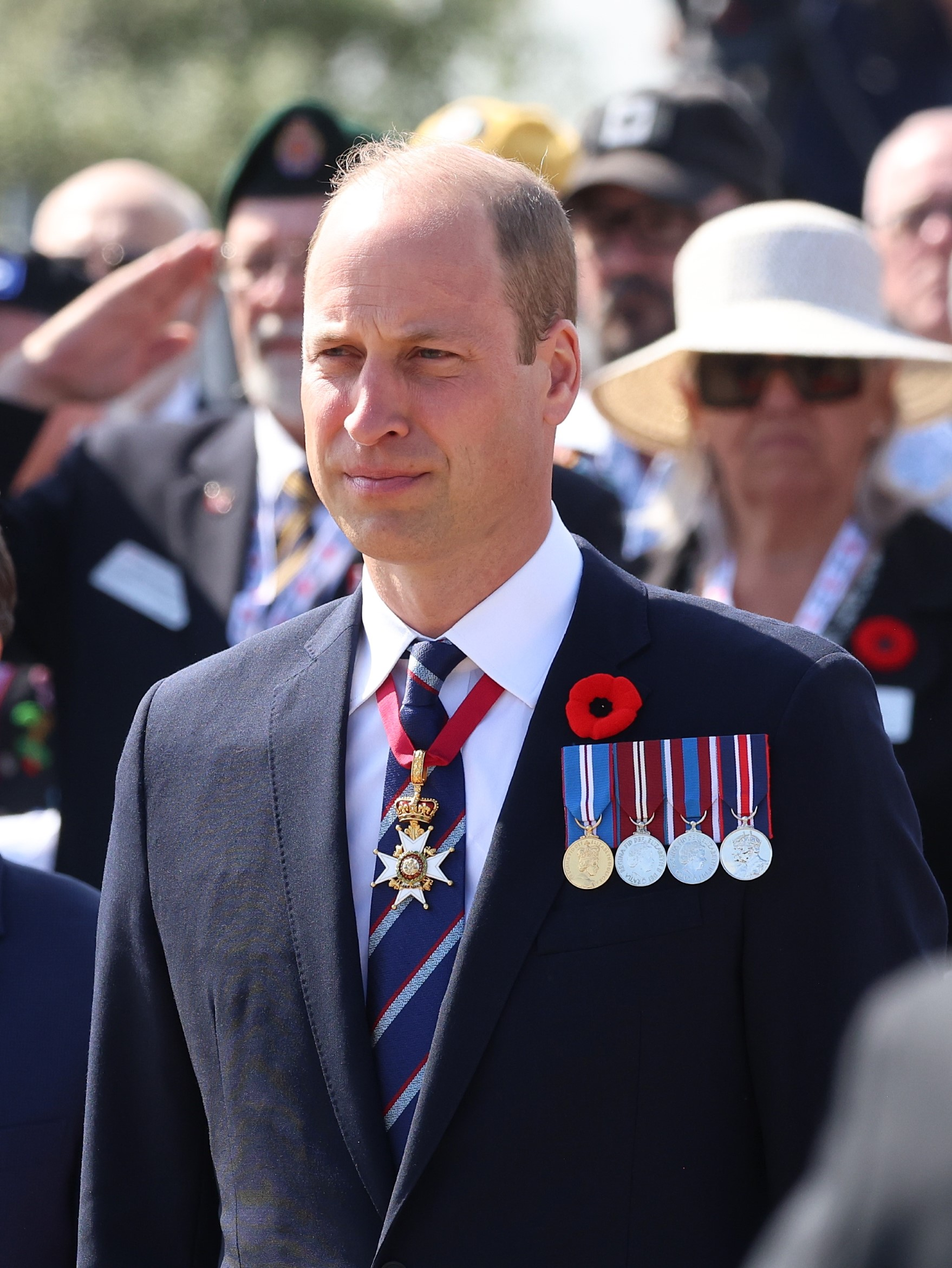
Корнуольські конституціоналісти стверджують, що герцог Корнуольський є де-юре главою держави в Корнуолі.

Права герцогів Корнуольських включають право на маєтки за заповітом, bona vacantia, скарбниці, золоті та срібні родовища, пустирі, узбережжя, річки та лимани, шахти, права на корисні копалини, загальні права, замки, адвокатури тощо — незалежно від того, чи є вони у власності, чи вважаються або заявлені як такі, що належать Герцогству Корнуольському — Герцогство є органом, який збирає орендну плату та збори від імені принца. (Статут герцогства: Розділ 5.11). Крім того, висуваються претензії на всі острови Шотландії, незважаючи на те, що герцогство визнає, що в трьох хартіях герцогства вони не були включені, а скоріше «пропущені».

### Округ чи країна?
15 травня 2000 року Відроджений Корнуольський станичний парламент (КП), група тиску, створена в 1974 році, надіслала рахунок головній посадовій особі герцогства Корнуолл, лорду-вардену станів. Цей рахунок вимагав відшкодування 20 мільярдів фунтів стерлінгів надмірного оподаткування виробництва олова з 1337 по 1837 рік. Це було розраховано відповідно до показників виробництва та історичних методів розрахунку багатства (з неопублікованої дисертації студента Гарвардського університету, датованої 1908 роком), а також зі списку найбагатших людей The Sunday Times за березень 2000 року. Корнуолл стягував податок більш ніж вдвічі вищий, ніж у сусідньому графстві Девон. 17 травня 2000 року газета «Ґардіан» повідомила, що КП стверджував, що герцогство стягувало надмірний податок на виробництво олова в Корнуоллі протягом п'ятисот років, і вимагала повернення коштів протягом 120 днів. КП стверджувала, що їхні дії демонструють, як Корнуолл у минулому розглядався окремо від Англії, і тому сьогодні він повинен мати особливий статус. Вони заявили, що якщо отримають гроші, їх буде витрачено на агентство для стимулювання економіки Корнуоллу.
Далі видання «Ґардіан» зазначило, що (тодішній) герцог Корнуольський, Чарльз, принц Уельський, фактично є довіреною особою і не може продати активи герцогства, тому йому буде важко оплатити рахунок. Чарльз не отримує жодних грошей від держави. Його фінансова стабільність забезпечується річним чистим профіцитом у розмірі 5-6 мільйонів фунтів стерлінгів, який генерує герцогство.

## Передісторія

### Історія окремої корнської ідентичності

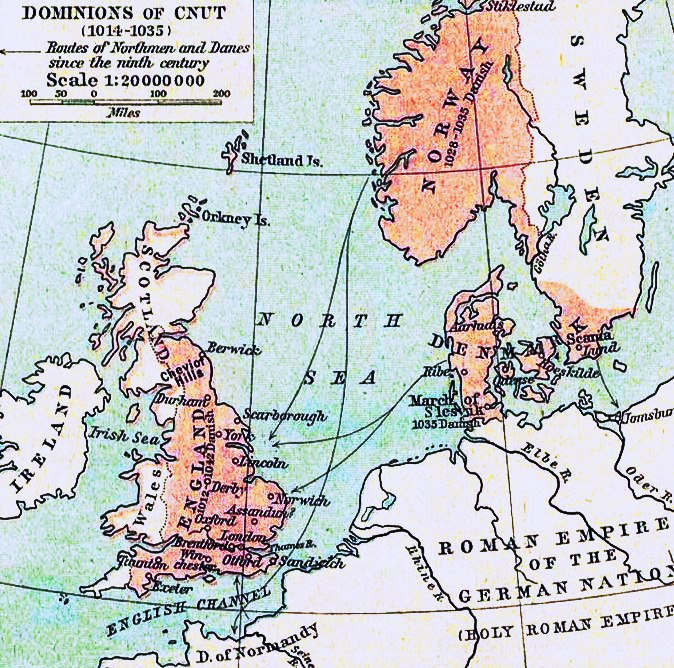
За часів короля Кнуда Корнуолл випав за межі його британських володінь.

936 року король Англії Етельстан становив східний кордон Корнуолла на річці Тамар. Італійський вчений Полідор Вергілій у своїй знаменитій «Англійській історії», опублікованій у 1535 році, писав, що «Вся країна Британія … поділяється на три частини, з яких одна населена англійцями, друга — шотландцями, третя — валлійцями, а четверта — корнцями, які відрізняються між собою або мовою, або звичаями, або законами та порядками». У 1616 році Артур Гоптон писав: «Англія … поділена на 3 великі провінції, або країни, … кожна з яких розмовляє кількома різними мовами: англійською, валлійською та корнською».
За часів Тюдорів багато мандрівників чітко усвідомлювали, що корнців прийнято вважати окремою етнічною групою. Наприклад, Лодовіко Фальє, італійський дипломат при дворі Генріха VIII, говорив: «Мова англійців, валлійців і корнуців настільки відрізняється, що вони не розуміють один одного». Далі він наводив нібито «національні особливості» цих трьох народів, наприклад, «корнець бідний, грубий і хамський». Іншим помітним прикладом є Гаспар де Коліньї Шатійон, французький посол у Лондоні, який писав, що Англія не є єдиним цілим, оскільки вона «містить Вельс і Корнуолл, природних ворогів решти Англії, і розмовляють іншою мовою». У 1603 році венеційський посол писав, що покійна королева правила п'ятьма різними «народами»: «англійським, валлійським, корнським, шотландським… та ірландським».
Однак, схоже, що визнання корнців сторонніми людьми як окремого народу зменшилося разом із мовою, яка до 19 століття фактично перестала використовуватися. Сучасне відродження мови, яка майже зникла, викликало певний інтерес до концепції корнської ідентичності.

### Історія сучасного корнського націоналізму

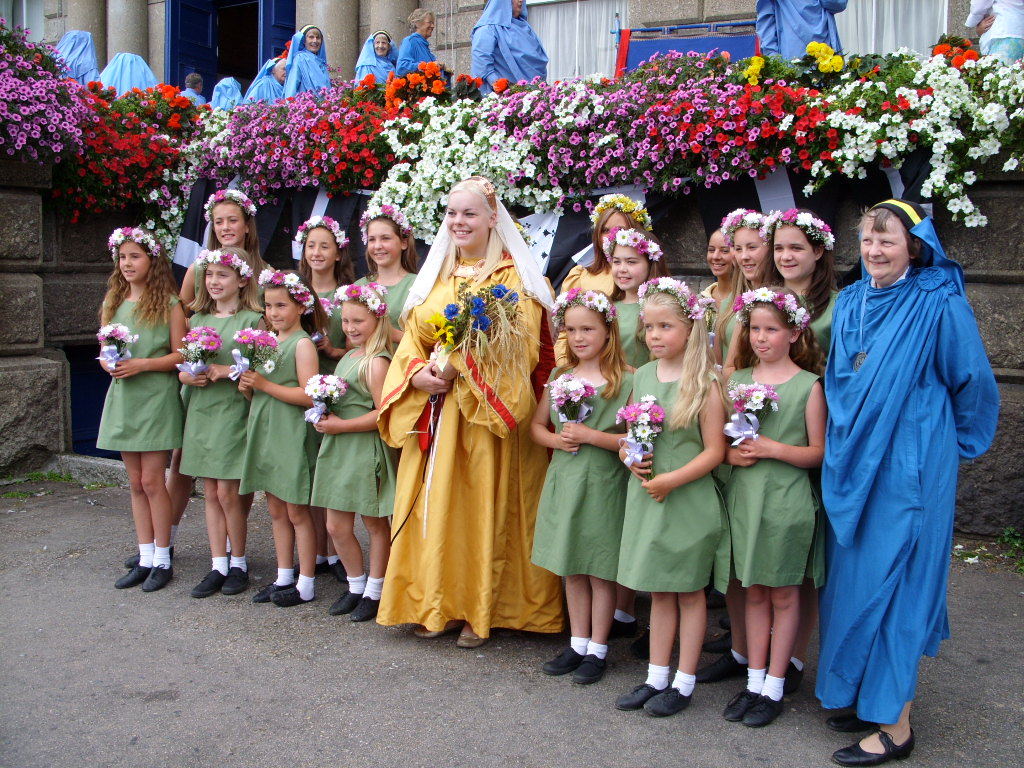
З 1928 року в Корнуолі є власний горсед, Горсет Керноу

Історія сучасного корнського націоналізму сягає кінця ХІХ століття. Провал ірландського самоуправління змусив Ліберальну партію Гладстона переглянути та зробити більш актуальною свою політику деволюції, відстоюючи ідею «повсюдного самоуправління», що застосовується до Шотландії та Вельсу, але відкриває можливості для корнуольських лібералів використовувати культурні теми в політичних цілях.
У квітні 1889 року Роберт Ґаскойн-Сесіл Солсбері (який тричі обіймав посаду прем'єр-міністра) на засіданні Ліги первоцвітів у Брістолі виступив з промовою про стан Союзу. У той час розглядалося питання про створення ірландського кабінету міністрів «з усіма приналежностями уряду». Він сказав, що «якщо Ірландія отримає парламент і кабінет, Шотландія вимагатиме парламенту і кабінету, і Вельс зробить те ж саме». Однак, «…якби всі ці парламенти були надані, неконституційна несправедливість була б зроблена по відношенню до Корнуоллу, який географічно був окремою країною…», продовжуючи говорити про корнську ідентичність і культуру, «На цих підставах, які були встановлені як вагомі причини для надання окремих і незалежних урядів іншим частинам імперії, претензії Корнуоллу на окремий і незалежний уряд не могли бути проігноровані, і якщо це станеться, то він сподівався, що всі альянси комісійних парламентів і урядів будуть дружніми по відношенню до уряду Великої Британії».
Важливою фігурою в національній свідомості Корнуолла на початку ХХ століття був Генрі Дженнер. Він обґрунтував членство Корнуоллу в Кельтському конгресі, був піонером руху за відродження корнської мови та заснував корнський Горсет.
Певна інтелектуальна підтримка корнуольського самоврядування надійшла від Інституту корнських досліджень, пов'язаного з Ексетерським університетом.
У 2000 році Конституційний конвент Корнуолла розпочав кампанію за створення Асамблеї Корнуолла. Це був міжпартійний рух, що представляв багато політичних голосів і позицій у Корнуоллі, від «Мебіон Керноу» і «Корнуольської солідарності» до ліберальних демократів та консерваторів. Він зібрав понад 50 000 підписів під петицією. Подібна петиція була запущена в Інтернеті Мебіонернов в 2014 році, разом із серією «Роуд-шоу Асамблеї». Вона зібрала лише 2655 підписів (значна меншість з яких були не з Корнуолла), що значно менше необхідних 5000 підписів.
14 липня 2009 року Ден Роджерсон, член парламенту від Ліберально-демократичної партії, представив у Вестмінстерському парламенті законопроект про відокремлення Корнуолла — «Законопроект про уряд Корнуолла». Законопроект пропонує створення автономної Асамблеї для Корнуолла, подібно до Вельсу та Шотландії. У законопроекті йдеться про те, що Корнуолл повинен знову заявити про своє законне місце у складі Сполученого Королівства. Роджерсон стверджує, що «Корнуолл повинен підтвердити своє законне місце у складі Сполученого Королівства. Корнуолл є унікальною частиною країни, і це повинно бути відображено в способі його управління. Ми повинні мати право визначати сфери політики, які найбільше впливають на жителів Корнуолла, наприклад, правила щодо житла … Корнуолл має право на певний рівень самоврядування. Якщо уряд збирається визнати право Шотландії та Вельсу на більше самовизначення через їхні унікальні культурні та політичні позиції, то він повинен визнати і наші».
Рух за незалежність Корнуоллу отримав неочікуваний розголос у 2004 році, коли в альтернативному різдвяному зверненні на 4-му каналі за участю Сімпсонів Ліза Сімпсон скандувала «Звільніть Корнуолл зараз!». / Rydhsys rag Kernow lemmyn! («Свобода Корнуоллу зараз!») і тримає плакат з написом «Велика Британія геть з Корнуоллу».

## Підтримка

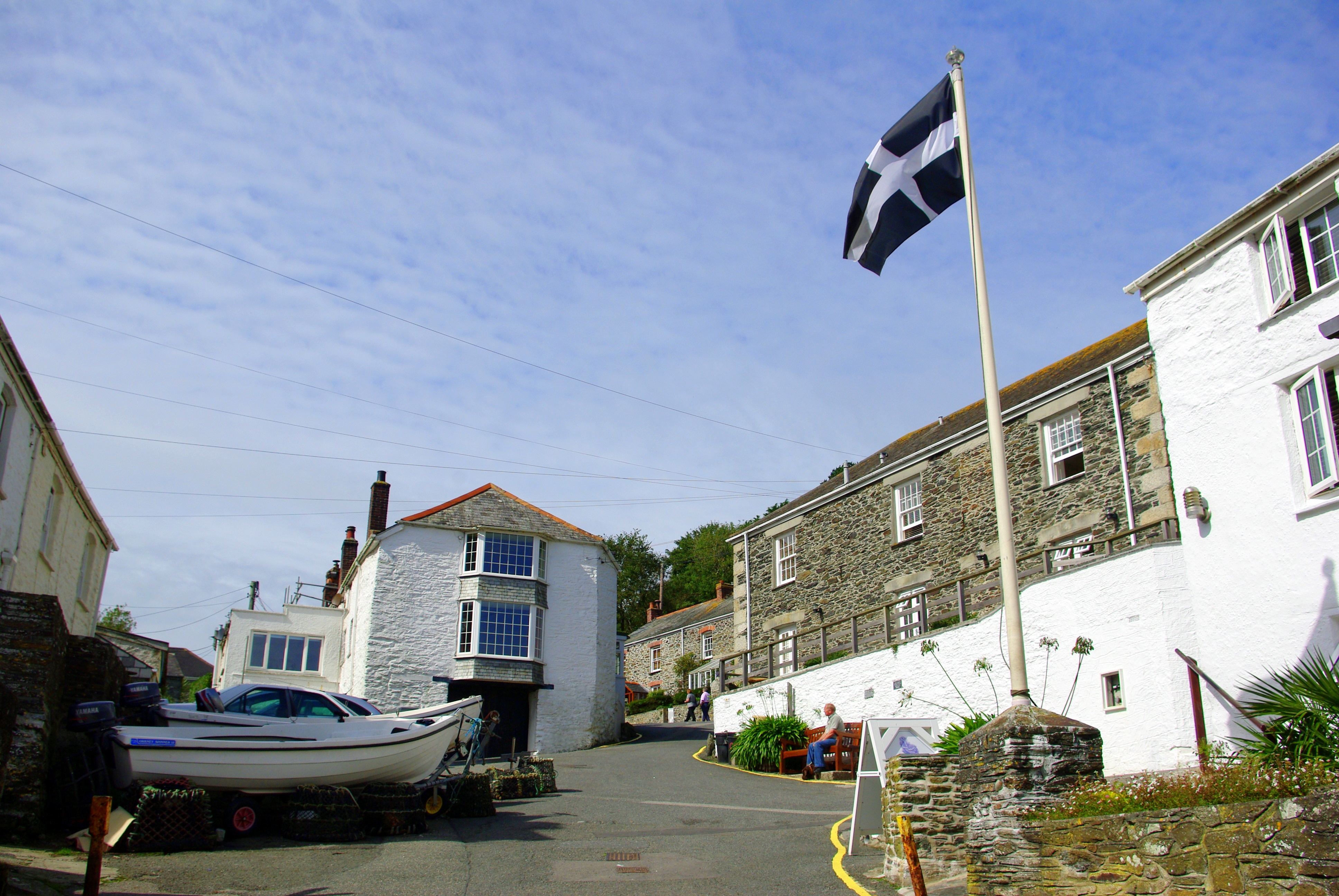
Корнуольський прапор, стяг покровителя Корнуолла святого Пірана, став символом Корнуолла і піднімається по всьому графству.

Опитування MORI, проведене Радою графства Корнуолл у лютому 2003 року, показало, що 55 % респондентів висловилися за проведення референдуму щодо виборної, повністю автономної регіональної асамблеї Корнуолла, а 13 % — проти (попередній результат: 46 % на користь референдуму у 2002 р.). Однак те ж саме опитування MORI показало, що така ж кількість респондентів у Корнуоллі виступає за створення Південно-Західної регіональної асамблеї (70 % на користь Корнуольської асамблеї, 72 % на користь Південно-Західної регіональної асамблеї). Кампанія за створення Корнуольської асамблеї була підтримана всіма трьома корнуольськими депутатами-ліберал-демократами, Мебіон Кернов та Радою Корнуолла. Однак у 2015 році Консервативна партія виграла всі шість місць у Корнуоллі, усунувши від влади прихильників ліберальних демократів. Усі шість депутатів-консерваторів були повернуті на посаду на виборах 2017 та 2019 років.
Лорд Вітті, будучи парламентським заступником державного секретаря в Міністерстві навколишнього середовища, транспорту та регіонів у Палаті лордів, визнав, що Корнуолл має «особливі підстави» для деволюції. А під час візиту до Корнуоллу тодішній віце-прем'єр-міністр Джон Прескотт сказав: «Корнуолл має найсильнішу регіональну ідентичність у Великій Британії».
У жовтні 2007 року тодішній член парламенту від Ліберально-демократичної партії Ендрю Джордж заявив у прес-релізі: «Те, що уряд підійшов до всього порядку денного регіональної децентралізації абсолютно неправильно, не означає, що від самого проекту слід відмовитися. Якщо Шотландія отримує вигоду від децентралізації, то Корнуолл повинен зробити висновки з цього і збільшити інтенсивність власної кампанії за передачу повноважень Корнуольській асамблеї». Ендрю Джордж втратив своє місце на виборах 2015 року.
У вівторок, 17 липня 2007 року, міністр місцевого самоврядування Джон Гілі оголосив про плани уряду скасувати регіональні асамблеї. Функції регіональних асамблей планується передати Агентствам регіонального розвитку в 2010 році. 2010 року Південно-Західна регіональна асамблея була замінена Агентством регіонального розвитку Південного Заходу. 2012 року Агентство регіонального розвитку Південно-Західного регіону було закрите.
19 липня 2007 року член парламенту Ден Роджерсон привітав заяву уряду про те, що невиборні регіональні асамблеї будуть скасовані, і попросив уряд ще раз розглянути питання про створення підзвітної місцевій владі Асамблеї Корнуолла та Агентства розвитку Корнуолла «у світлі важливого фінансування з боку ЄС на цілі конвергенції». Член парламенту від Корнуолу Ендрю Джордж у липні 2007 року сказав: «Я оптимістично налаштований щодо того, що заява міністра дасть нам перспективу досягти міцного консенсусу, продемонструвати відмінність Корнуолу від урядової зони для Південного Заходу, а потім розробити плани, щоб ми могли вирішувати питання на місцевому рівні, а не залежати від необраних куанго в Брістолі та інших місцях». Ден Роджерсон втратив своє місце на виборах 2015 року.
У грудні 2007 року голова ради графства Корнуолл Девід Воллі заявив: «Є щось неминуче в тому, що шлях до Асамблеї Корнуолла неминучий. Ми також просуваємося вперед у створенні Агентства розвитку Корнуолла — ми впевнені, що повноваження стратегічного планування повернуться до нас після того, як регіональна асамблея Південного Уельсу піде». Девід Воллі залишив свою посаду в 2009 році. У 2008 році радники від Ліберально-демократичної партії Корнуоллу погодили плани щодо створення унітарного органу влади для регіону, скасувавши шість районних рад. Це означало, що там, де раніше на кожні 3000 жителів припадав один обраний член, тепер на кожні 7000 осіб припадає один радник.
Однак унітарна рада «Єдиний Корнуолл» не має таких повноважень, як запропонована Асамблея Корнуолла. Вестмінстер виключив будь-які додаткові повноваження для Корнуолла, і Агентство регіонального розвитку Південно-Західного регіону залишалося на місці до 2009 року. Це означає, що управління коштами Корнуольської цілі номер один здійснювалося з-за меж Корнуолла. Насправді висловлювалися припущення, що повноваження можуть бути відібрані у нового унітарного органу Корнуолла, оскільки він може не впоратися з додатковим робочим навантаженням, успадкованим від районних рад. Передумовою для створення єдиного керівного органу для Корнуолла було те, що нова Рада Корнуолла матиме більші повноваження, отримавши більше обов'язків від Вестмінстера.
Комуністична партія Великобританії висловила підтримку, заявивши: «[Ми] підтримуємо…. корнську культуру і корнську мову, а також прагнення корнців мати особливий статус і потреби Корнуолла, які повинні бути визнані».

## Політичні партії та групи тиску
- Мебіон Кернов — ключова політична партія, яка виступає за розширення корнського самоуправління. З 2004 року Мебіон Кернов є членом загальноєвропейської політичної групи «Європейський вільний альянс» (разом із Шотландською національною партією та «Плейд Кемри — Партією Вельсу»), до складу якої входять п'ять членів Європейського парламенту (двоє від Шотландської національної партії, один від «Плейд Кемру», один від Республіканської лівої партії Каталонії та один депутат Європарламенту від Латвії), а також входить до групи «Зелені/Європейський свободний союз». Партія Мебіон Кернов брала участь у своїх перших виборах до Європейського парламенту у 2009 році, де висунула кандидатів від південно-західного регіону Великої Британії, який включає Девон, Сомерсет, Дорсет, Вілтшир, Гібралтар, Глостершир та Брістоль, а також Корнуолл, хоча й не змогла отримати жодного місця.[32] Мебіон Кернов стабільно отримував 4 % голосів на виборах до Ради Корнуоллу, і наразі має 5 радників із загальної кількості 87 обраних. На національному рівні на загальних виборах Мебіон Кернов здобув від 1,3 % до 1,9 % голосів виборців Корнуоллу.
- Конституційний конвент Корнуолла — міжпартійна консультативна група, яка відіграє важливу роль у формуванні громадської думки як у Корнуоллі, так і в Лондоні щодо нового статусу Корнуолла у складі Сполученого Королівства. Вона була створена в листопаді 2000 року з метою створення автономної Асамблеї Корнуолла (Senedh Kernow)[33]. У заяві зазначається, що «метою Конвенції є створення форми сучасного управління, яка зміцнить Корнуолл, його роль у справах країни і позитивно вирішить проблеми, що виникли в результаті більш ніж столітньої ізоляції і втрати довіри». Її основним лобістським документом є «ДЕВОЛЮЦІЯ для всіх і кожного»: Управління для Корнуолла в ХХІ столітті[34]. Із 2009 року конвент не публікував жодної нової роботи.

Кельтська ліга та Кельтський конгрес вважають Корнуолл однією з шести кельтських націй.

- Кельтська ліга та Кельтський конгрес мають корнуольське відділення та визнають Корнуолл кельтською нацією поряд з островом Мен, Ірландією, Шотландією, Вельсом та Бретанню. Ліга — це політична група тиску, яка виступає за незалежність та кельтську співпрацю.[35]
- Відроджений Корнуольський станарний парламент (Cornish Stannary Parliament — CSP) був групою тиску з конституційних та культурних питань Корнуеля. На веб-сайті CSP можна ознайомитися з їхніми основними тезами та поточними кампаніями. Один з членів CSP входить до складу Федерального союзу європейських національностей. Відроджений Корнуельський станарний парламент не працює з 2008 року.
- Корнуольська націоналістична партія була створена в 1975 році доктором Джеймсом Веттером і наразі не зареєстрована для участі у виборах.[36]
- Корнуольська солідарність — позапартійна політична група тиску, що закликала до визнання етнічних корнців національною меншиною. Наразі вони перебувають у «сплячці».
- Джон Ангаррак з правозахисної організації «Корнуолл 2000» написав і самвидав випустив три книги: «Розбиваючи ланцюги», «Наше майбутнє — це історія» і «Scat t'Larrups?», які вийшли 15 травня 2008 року. У них детально розглядаються багато ключових питань корнського національного руху, а також переосмислюється історія та конституція Корнуолла.[37] «Корнуольський фонд боротьби» був заснований організацією «Корнуолл 2000» у серпні 2008 року. Однак до кінця грудня 2008 року фонд не зміг досягти необхідної мети в 100 000 фунтів стерлінгів, отримавши трохи більше 33 000 фунтів стерлінгів, і від цього плану відмовилися.[38] Ініціатор кампанії Джон Ангаррак, відкриваючи фонд, заявив: «Якщо до цієї дати (8 грудня 2008 року) стратегія, викладена тут, не збере необхідного рівня підтримки, ми будемо вважати, що громада Корнуолла не цінує свою ідентичність і не дбає про своє виживання».
- Tyr Gwyr Gweryn (з корнуської — «земля, правда, люди») спочатку була фокус-групою, сформованою з членів «Cowethas Flamank», групи, що займається справами Корнуолла, та учасників Kescusulyans Kernow (Конференції Корнуолла), які мали особливий інтерес до конституції Корнуолла. TGG розмістила на своєму сайті стенограму суперечки між Короною та Герцогством Корнуолл (1855—1857 рр.) за право власності на Корнуольське узбережжя. Це було зроблено для того, щоб раніше приховані юридичні аргументи та докази, подані на розгляд арбітражу, стали надбанням громадськості.[39]
- An Gof — бойова організація, що діяла на початку 1980-х років. У 2007 році було надіслано повідомлення про те, що вона реформувалася і несе відповідальність за графіті в різних місцях Корнуолла та напади на прапори Святого Георгія. Пізніше, у 2007 році, вона заявила, що об'єдналася з іншою групою, щоб сформувати Національно-визвольну армію Корнуолла. Від імені цієї організації було надіслано повідомлення з погрозами відомим шеф-кухарям Ріку Стайну і Джеймі Оліверу, в якому їх звинувачували у зростанні цін на житло, спричиненому тенденцією до придбання англійцями другого житла в Корнуоллі. Далеко не ясно, чи існувала ця організація взагалі.[40]

## Політичне представництво

### У Корнуоллі
На місцевих виборах 2009 року Мебіон Кернов отримав три з 123 місць у новоствореній на той час Раді Корнуолла. У 2010 році до «Мебіон Кернов» приєднався незалежний радник. Від «Мебіон Кернов» також обрано 18 членів парафіяльних рад. До ради Корнуолла також було обрано низку націоналістичних незалежних партій. До місцевих виборів 2013 року Мебіон Кернов мав шість місць у раді, отримавши два за рахунок переходу з інших партій і одне місце на довиборах. Зберігши місце, отримане на довиборах, і отримавши ще одне місце в інших місцях, вони отримали загалом чотири місця. Це дозволило їм стати шостою за чисельністю групою в раді, тоді як до виборів вони були четвертою за чисельністю групою, яку обігнали Партію незалежності Сполученого Королівства та Лейбористська партія. На виборах до ради 2017 року Мебіон Кернов знову виграв 4 зі 123 доступних місць.

### У Великій Британії
Мебіон Кернов не має жодного члена, обраного до парламенту Великої Британії, але Ендрю Джордж та Ден Роджерсон з Ліберальних демократів займалися націоналістичними справами як у парламенті, так і поза ним. Ендрю Джордж був першим членом парламенту, який склав парламентську присягу корнською мовою. Всі п'ять членів парламенту від ліберально-демократичної партії Корнуолла поставили свої підписи під законопроектом про уряд Корнуолла 2009 року, який пропонував створити законодавчу Асамблею Корнуолла. На виборах 2015, 2017 та 2019 років усі шість місць у Корнуоллі отримали депутати-консерватори, які витіснили вищезгаданих прихильників ліберальних демократів.

### У Європі
Мебіон Кернов є членом партії Європейський вільний альянс у Європейському парламенті. На виборах до Європейського парламенту 2009 року вона отримала 14 922 голоси, чого було недостатньо, щоб отримати хоча б одного члена Європарламенту. Мебіон Кернов не балотувався на виборах до Європейського парламенту 2014 та 2019 років.

## Насильство
Група під назвою «Ан Гоф», що походить від імені коваля Майкла Ан Гофа, який очолив невдале повстання 1497 року, здійснила низку нападів у 1980-х роках, включаючи вибух бомби в будівлі суду в Сент-Остеллі в 1980 році, пожежу в перукарні в Пензансі роком пізніше, а також підпал залу для гри в бінго в Редрут. Вона мовчала до 2007 року, коли заявила, що «будь-які спроби відтепер вивішувати ненависний і гнітючий Прапор Святого Георгія, який ми знаємо як кривавий прапор у нашій країні, призведуть до прямих дій з боку нашої організації». Англійський прапор у Тресілліані раніше того ж року було знищено, а на садовому мурі намалювали слова «English Out» («Англійці геть»).
У 2007 році було надіслано електронного листа від особи, яка стверджувала, що представляє Корнуольську національно-визвольну армію. Він потрапив до заголовків газет, бо містив погрозу спалити два ресторани в Падстоу та Ньюкі, що належать Ріку Стайну та Джеймі Оліверу відповідно, яких група називала «англійськими зайдами». Група стверджувала, що отримує фінансування від «інших кельтських народів» та Сполучених Штатів, і, схоже, є об'єднанням Корнуольської визвольної армії та Ан Гоф. Також повідомляється, що на стінах округу було написано «спаліть вторинні будинки». Також надходили повідомлення про те, що група підкладала розбите скло під пісок на корнуольських пляжах, «щоб відлякати туристів». Дії групи були пов'язані із занепокоєнням місцевих жителів браком доступного житла та збільшенням кількості других будинків.

### Сторінки, пов'язані з корнською мовою
- Корнуольська деволюція
- Конституційний статус Корнуоллу
- Кориней
- Корнуольська Асамблея
- Справа Корнуольського форшору

### Інші важливі пов'язані рухи
- Валлійський націоналізм
- Незалежність Вельсу
- Бретонський націоналізм
- Возз'єднання Бретані
- Панкельтизм
- Список автономістських і незалежницьких рухів

## Додаткова інформація
- Angarrack, J. Our Future Is History. Independent Academic Press. 2002. ISBN 0-9529313-4-6ISBN 0-9529313-4-6.
- Deacon, B., Cole, D. & Tregidga, G. Mebyon Kernow and Cornish Nationalism. Welsh Academic Press. 2003. ISBN 1-86057-075-5ISBN 1-86057-075-5.